# Вангард (линеен кораб, 1944)
Вангард (на английски: HMS Vanguard (23)) е британски линеен кораб от периода на Втората световна война. Той е проектиран в периода 1939 – 1941 г. с оглед предполагащото се задържане на въвеждането в строй на линкорите от типа „Лайън“ като по-бърз проект, при строителството на който може да се използват заделени 381-мм оръдейни установки, съхраняващи се на склад от 1920-те години. Независимо от ускореното строителство, заложеният през 1941 г. линкора не въведен в строй до края на войната, а след войната неговото дострояване още повече се забавя и той е приет на въоръжение едва през 1946 г., ставайки така последният влязъл в строй линкор в историята на корабостроенето, а също така и най-големият британски линкор. Следвоенната история на кораба, както и на другите линкори, преживели войната, се оказва сравнително къса. В първите следвоенни години „Вангард“ нееднократно е използван като кралска яхта, извършвайки походи в ЮАР, Средиземноморието. Освен това, линкора за известно време се използва като учебен кораб, а в отделни периоди служил като флагмански кораб на Флота на метрополията. От 1954 г. кораба е изведен в резерва и остава там до свалянето му от въоръжение и продажбата му за скрап през 1960 г.

## История на разработването
Към 1939 г. сроковете за построяването на новите линкори от типа „Лайън“ постоянно се сриват. Такава ситуация се получава основно поради големите срокове за разработка и довършване на новите 406-мм оръдия, които през 1939 г. съществуват само на хартия. Внедрението на 356-мм кули за линкорите от типа „Кинг Джордж“ е съпроводено с постоянни проблеми и е близко до критическото. Освен това, мощността на тези оръдия не удовлетворява британските адмирали. Оценката на предполагаемия баланс на силите по море, изложен в меморандума от 3 март 1939 г., също е песимистична. Неутрализацията на италианския флот на Средиземноморския театър е възложена на Франция. Предполага се, че към края на 1943 г. на немските „Шарнхорст“, „Гнайзенау“ и 5 последващи линкора ще противостоят два „Лайъна“, пет „Кинг Джорджа“, „Худ“, „Рипалс“ и „Ринаун“. Достоверни данни за строителството на японските линкори от типа „Ямато“ няма в английското разузнаване, обаче англичаните предполагат, че в допълнение към 10 стари линкора японците ще въведат в строй четири нови линкора с 406-мм оръдия и два линейни крайцера с 320-мм оръдия. Англичаните на този театър могат да им противопоставят само два „Лайъна“, два „Нелсъна“, пет модернизирани линкора тип „Куин Елизабет“ и три бавни линкора от типа „Ривендж“. Линейните крайцери се предполага да служат в европейския театър, за това има остър дефицит за бързоходни тежки кораби.
| Предполагаемо съотношение на силите към края на 1943 г. | Предполагаемо съотношение на силите към края на 1943 г. | Предполагаемо съотношение на силите към края на 1943 г. | Предполагаемо съотношение на силите към края на 1943 г. |
| Британия в Европа                                       | Британия в Европа                                       | Германия                                                | Германия                                                |
| ------------------------------------------------------- | ------------------------------------------------------- | ------------------------------------------------------- | ------------------------------------------------------- |
| линкори по програмата за 1939 г.                        | 2                                                       | нови линкори                                            | 5                                                       |
| „Кинг Джордж“                                           | 5                                                       | „Шарнхорст“                                             | 2                                                       |
| линейни крайцери                                        | 3                                                       | „Дойчланд“                                              | 3                                                       |
| ВСИЧКО                                                  | 10                                                      | ВСИЧКО                                                  | 7+3                                                     |
| Британия в Далечния Изток                               | Британия в Далечния Изток                               | Япония                                                  | Япония                                                  |
| „Лайън“                                                 | 2                                                       | нови линкори                                            | 4                                                       |
| „Нелсън“                                                | 2                                                       | „Нагато“                                                | 2                                                       |
| „Уорспайт“                                              | 3                                                       | „Фусо“                                                  | 2                                                       |
| „Баръм“                                                 | 2                                                       | „Исе“                                                   | 2                                                       |
| „Роял Соверен“                                          | 3                                                       | „Конго“                                                 | 4                                                       |
|                                                         |                                                         | нови линейни крайцери                                   | 2                                                       |
| ВСИЧКО                                                  | 12                                                      | ВСИЧКО                                                  | 16                                                      |

При така сложените обстоятелства англичаните си спомнят за четирите 381-мм кули Мк I, останали след преоборудването в самолетоносачи линейните крайцери от типа „Корейджъс“. В рамките на евтино палиативно решение се предлага да се използват тези кули за построяването на бързоходен добре защитен линкор с водоизместимост 40000 дълги тона и скорост 30 възела. След модернизация предполагаемото време за експлоатация на кулите трябва да бъде не по-малко от 25 години. Основната задача на новия кораб трябва да бъде лов на предполагаемите 320-мм линейни и многобройните 203-мм тежки японски крайцери. И ако наличието на първите е хипотетично, то вторите представляват реална заплаха, тъй като британските крайцери явно са по-слаби от тях по всички параметри. Това по същество е възраждането на концепцията за линейния крайцер, такъв „нео-Худ“. Съгласно замисъла, при необходимост, той трябва да влезе в линията и да противостои на 406-мм линкори. Ако така полученият хибрид е удачен, е възможно да се построят еднотипни му кораби, с използването на освободилите се изваждането от състава на флота 381-мм кули на линкорите от типа „Ривендж“.
Предложението е разгледано и одобрено от Морския щаб. На отдела по военноморско проектиране е поставена задачата да разработи предварителен проект за линкор с водоизместимост 40000 т, скорост 30 възела и осем 381-мм оръдия. Направени са три предварителни проекта. Проекта „15А“ има водоизместимост около 38 000 т. Проекта „15С“, спрямо проекта „15В“, се отличава само с това, че се предлага използването на силовата установка, разработена за „Лайън“. Чертежите за нея вече са направени и това значително съкращава сроковете на разработка. Самият отдел по разработване препоръчва варианта „15В“, но решават да строят „15С“, надявайки се на съкращаване на сроковете за строителството. Отдела по военноморско проектиране получава заданието да започне разработката на работните чертежи.
Хода на разработката е прекъснат от началото на Втората световна война. На 11 септември 1939 г. всички работи по проекта са спрени. Към проекта се връщат, когато през декември 1939 г. от него се заинтересува Уинстън Чърчил. Той харесва възможността за кратък срок да получи линеен кораб, дефицит от които има във флота. През февруари 1940 г., по разпореждане на Чърчил, работите са възобновени. На 27 февруари 1940 г. на съвещание в Адмиралтейството са внесени уточнения в техническото задание. В частност, появява се изискването да се постави тънък пояс в краищата, да се увеличи дебелината на бронирането на подкуполните отделения на средния калибър, да се оборудва брониран спомагателен рулеви пост на кърмата. В състава на въоръженията са включени четири установки за противовъздушните неуправляеми ракети UP. Установките са тежки и по-късно са признати за малкоефективни. Единственият плюс от тяхното включване в проекта става запаса от водоизместимост, който се появява след техния демонтаж.
С оглед тези изисквания е разработен 41 200 т проект „15D“. Той е утвърден на 20 май 1940 г. В проекта са вносени многочислени изменения, свързани с получения опит от експлоатацията на линкорите от типа „Кинг Джордж“. За забавянето на проектирането способства и спирането, от юни до октомври 1940 г., на работата поради голямото натоварване на самото бюро. Измененията водят до окончателния проект „15Е“, който е приет от Съвета на Адмиралтейството на 17 април 1941 г.
Поръчката за построяване е издадена на 14 март 1941 г. на фирмата „Джон Браун и Ко“. Пълният комплект чертежи постъпва в корабостроителницата след 10 дена и на 2 октомври се състои официалното залагане на линкора. На 3 ноември новият кораб получава името „Вангард“. Нападението над Пърл Харбър и гибелта на „Принс оф Уелс“ и „Рипалс“ правят строежа на новия линкор въпрос с най-висок приоритет. Адмиралтейството разчита да го въведе в строй до края на 1944 г. Броя на заетите с неговия строеж е доведен до 3,5 хил., обаче даже след спиране на
работите над строящия се крайцер „Белерофон“ и търговските съдове във фирмата „Джон Браун“ не достигат квалифицираните кадри. Работите забележимо изостават от първоначалния график. В средата на 1942 г. даже изниква идеята да се преправи полуготовия линкор в самолетоносач. Обаче, разбирайки ниската бойна ефективност на такъв преправен самолетоносач, се отказват от идеята.
В процеса на строителството е отчетен опита от гибелта на линкора „Принс оф Уелс“ и след неговия анализ е подобрена противоторпедната защита, а броя на зенитните автомати е увеличен до 76 40-мм и 12 20-мм. Стандартната водоизместимост става такова като на „Худ“, достигайки 42 300 т, а запаса гориво се увеличава до 4850 т. На 30 ноември 1944 г. „Вангард“ е спуснат на вода. Церемонията по кръщаване провежда принцеса Елизабет. Дострояването на вода до края на войната не е завършено. След войната темпа на работа се забавя и линкора излиза на изпитания едва през април 1946 г. Общата стойност на построяването му съставя 11 530 503 фунта. Въоръжението без отчитане началната стойност на покупка на кулите на главния калибър струва на британската хазна 3 186 868 фунта.
| Данни за проектите на линкора „Вангард“ | Данни за проектите на линкора „Вангард“ | Данни за проектите на линкора „Вангард“ | Данни за проектите на линкора „Вангард“ | Данни за проектите на линкора „Вангард“ | Данни за проектите на линкора „Вангард“ | Данни за проектите на линкора „Вангард“ | Данни за проектите на линкора „Вангард“ |
| Проект                                  | 15А                                     | 15В                                     | 15С                                     | 15D                                     | 15Е                                     | „Вангард“ септември 1942 г.             | „Вангард“ 1946 г.                       |
| --------------------------------------- | --------------------------------------- | --------------------------------------- | --------------------------------------- | --------------------------------------- | --------------------------------------- | --------------------------------------- | --------------------------------------- |
| Дължина максимална, м                   | 236,4                                   | 245,5                                   | 245,5                                   | 246,7                                   | 246,7                                   | 247,8                                   | 248,2                                   |
| Ширина, м                               | 31,7                                    | 32                                      | 32                                      | 32,2                                    | 32,9                                    | 32,9                                    | 32,9                                    |
| Газене, средно, м                       | 8,8                                     | 9,1                                     | 9,1                                     | 9                                       | 8,9                                     | 9,09                                    | 9,38                                    |
| Мощност, максимална, к.с.               | 110 000                                 | 143 000                                 | 130 000                                 | 130 000                                 | 130 000                                 | 130 000                                 | 130 000                                 |
| Скорост, максимална, въз.               | 29,2                                    | 31                                      | 30                                      | 30,25                                   | 30,25                                   |                                         | 30                                      |
| Запас гориво, дълги т                   | 3800                                    | 3800                                    | 3800                                    | 3800                                    | 4100                                    | 4850                                    | 4950                                    |
| Разпределение на тегата, д. т           |                                         |                                         |                                         |                                         |                                         |                                         |                                         |
| Корпус                                  | 14 300                                  | 15 500                                  | 15 500                                  | 15 600                                  | 16 100                                  | 16 500                                  | 18 657                                  |
| Брониране                               | 14 000                                  | 14 450                                  | 14 300                                  | 15 500                                  | 15 200                                  | 15 350                                  | 14 741                                  |
| Енергетична установка                   | 2750                                    | 3450                                    | 3200                                    | 3250                                    | 3250                                    | 3150                                    | 3251                                    |
| Въоръжение                              | 5900                                    | 5900                                    | 5900                                    | 5750                                    | 5950                                    | 6100                                    | 6718                                    |
| Оборудване                              | 1100                                    | 1100                                    | 1100                                    | 1100                                    | 1100                                    | 1200                                    | 1247                                    |
| Стандартна водоизместимост              | 38 050                                  | 40 400                                  | 40 000                                  | 41 200                                  | 41 600                                  | 42 300                                  | 44 614                                  |

## Конструкция

### Корпус
Първоначално формата на корпуса на „Вангард“ почти не се различава от формата на корпуса на „Кинг Джордж“. Поради изискването да се осигури възможност за стрелба с главния калибър при нулев ъгъл на възвишение право по носа, палубата на последните няма подем към носа. Поради това палубата постоянно е заливана с вода и „Кинговете“ са смятани за „мокри“ кораби. При това на практика такава стрелба води до разрушаване на палубата, което я прави невъзможна. За това се отказват от аналогично изискване и новият линкор получава наклонен форщевен и значителен подем на палубата към носа. При все че височината на надводния борд в средата на кораба е 6,9 м, и практически същата, като при „Кинг Джордж“, при форщевена тя съставя 11,2 м, срещу 8,45 м. По-висока е и при кърмата – 7,8 м срещу 7,2 м. „Вангард“ има три вълнореза – един по средата на полубака и два пред носовите кули на главния калибър. Благодарение на всичко това той не се забива във водата при вълнение, той е „сух“ даже при лошо време и има добра мореходност до пълния си ход на 30 възела. По този показател се смята за най-добрия линкор на Британия, а и в света.
| Сравнителна височина на надводния борд пр британските линкори, м | Сравнителна височина на надводния борд пр британските линкори, м | Сравнителна височина на надводния борд пр британските линкори, м | Сравнителна височина на надводния борд пр британските линкори, м | Сравнителна височина на надводния борд пр британските линкори, м | Сравнителна височина на надводния борд пр британските линкори, м | Сравнителна височина на надводния борд пр британските линкори, м |
| кораб                                                            | „Кинг Джордж V“                                                  | „Лайън“                                                          | Проект 15D                                                       | Проект 15Е                                                       | „Вангард“ 1942 г.                                                | „Вангард“ 1946 г.                                                |
| ---------------------------------------------------------------- | ---------------------------------------------------------------- | ---------------------------------------------------------------- | ---------------------------------------------------------------- | ---------------------------------------------------------------- | ---------------------------------------------------------------- | ---------------------------------------------------------------- |
| По носа                                                          | 8,46                                                             | 8,53                                                             | 9,91                                                             | 9,91                                                             | 11,18                                                            | 11,28                                                            |
| Център                                                           | 6,93                                                             | 6,86                                                             | 6,86                                                             | 7,01                                                             | 6,91                                                             | 7,01                                                             |
| По кърмата                                                       | 7,24                                                             | 7,47                                                             | 7,47                                                             | 7,62                                                             | 7,52                                                             | 7,77                                                             |

„Вангард“ се счита за достатъчно устойчива оръдейна платформа – периода на люлеене съставя при него 14,3 секунди, примерно толкова, колкото и на „Кинг Джордж“. Поради дългия корпус маневренността не е превъзходна, но спрямо нея няма особени възражия. Корабадо бре слуша руля и на пълен ход, при максимално превемтване на руля яо борда на 35°, има диаметър на тактическата циркулация около 1000 м. При това максималният крен съставлява 7,5°. На пълен ход, след подаване на „пълен назад“, времето за пълно спиране е 4,75 минути. Единственият неприятен момент е вибрацията при пълно завъртане на руля при скорости около 20 възела, поради което такова не се препоръчва.
| Параметри на устойчивостта                  | при кренуването през юни 1946 г. | при кренуването през юни 1946 г. | при кренуването през юни 1946 г. | при кренуването през юни 1946 г. | при наличие на пробойни над бронираната палуба (1946 г.) | при наличие на пробойни над бронираната палуба (1946 г.) |
| Параметри на устойчивостта                  | стандартна водоизместимост       | олекотен кораб                   | бойна водоизместимост            | пълна водоизместимост            | олекотен кораб                                           | пълна водоизместимост                                    |
| ------------------------------------------- | -------------------------------- | -------------------------------- | -------------------------------- | -------------------------------- | -------------------------------------------------------- | -------------------------------------------------------- |
| водоизместимост, д. т                       | 44 500                           | 45 116                           | 50 145                           | 51 420                           | 45 116                                                   | 51 420                                                   |
| метрични т                                  | 45 212                           | 45 838                           | 50 947                           | 52 243                           | 45 838                                                   | 52 243                                                   |
| метацентрична височина, м                   | 1,76                             | 1,80                             | 2,28                             | 2,50                             | 1,10                                                     | 1,89                                                     |
| ъгъл на максималния възстановяващ момент, ° | 35                               | 35                               | 34,4                             | 35                               | 14                                                       | 10                                                       |
| ъгъл на загуба на устойчивост, °            | 60,5                             | 60,7                             | 65,3                             | 68                               | 25                                                       | 18                                                       |

В сравнение с предходните типове е подобрено разделянето на отсеци. Числото на водонепроницаемите отсеци е доведено до 27. При това за първи път водонепроницаемите прегради са вдигнати до главната палуба и по краищата. Към всички тези отсеци има водонепроницаеми вертикални шахти. Общият брой на водонепроницаемите помещения под главната палуба е 1059. Десет прегради над средната палуба, за предотвратяване на бързото разпространение на водата, също са водонепроницаеми.
От гледна точка организацията на борбата за живучест, целият кораб е разбит на 6 секции със собствен дивизион по борбата за живучест и негови ръководители. Всяка секция има свой пост за енергетика и живучест. Освен тях има главен и спомагателни постове. Делението на секции позволява по-бързо, на място, от ръководителя на дивизиона, да се приемат решения по извънредната ситуация при нарушаване на комуникациите. Но това изисква по-голяма координация на работите на работещите в съседните секции хора.
Условията за обитаемост са планирани към по-добро. Линкора е разчетен за действия във всяка географска ширина. За експлоатация в условията на северните ширини се използва отопляване чрез пара в болшинството постове и системи на въоръжението. За служба в тропиците има система за климатизация в отсеците под броневата палуба и над нея във всички помещения с „нежна“ апаратура – помещенията на операторите на радарите, изчислителните центрове системите за управление на артилерийското въоръжение, пункта за управление на авиацията, радиостанциите и т.н. Под повърхността, граничещите с външната среда стени, за топлоизолация имат азбестови изолации.
Независимо от предприетите усилия, условията на обитание не са идеални. Според първоначалния проект, при използването на кораба като флагмански, екипажа трябва да се състои от 76 офицера и 1412 старшини и матроси. Постоянното увеличаване на зенитното въоръжение, на радарните системи и за управление води до препълването на редица помещения при бойна тревога. Особено това се касае до такива помещения, като бойният информационен център. За да се избегне скупчването на екипажа в работните и спалните помещения, управлението по корабостроене издава специален меморандум, според който екипажа не трябва да надвишава 1975 души, в т.ч. 115 офицера.

### Брониране
Схемата на брониране на цитаделата на „Вангард“ практически повтаря схемата на „Кинг Джордж“ и „Лайън“. От една страна за разработката на друга схема просто няма достатъчно време и тя би струвала допълнителни разходи. От друга страна тя така и не е проверена в реално сражение, за това и британците просто нямат основания да смятат, че тя е неефективна. Главният пояс има дължина 140 м и е направен от цементирана броня. Поради невъзможността да се произведат броневи плочи с височина 7,3 м, той е съставен от три хоризонтални реда плочи. Редиците плочи са насложени една спрямо друга – средният е на половин плоча относно горния и долния. Първите два реда са с постоянна дебелина, долният ред е клиноиден, изтъняващ се към долния си край. Плочите се крепят към обшивката с броневи болтове, а в района на стиковете се стиковат помежду си с помощта на шпонки. Дебелината на главния пояс е намалена с 1 дюйм (25,4 мм) в сравнение с „Кинг Джордж“ – в района на погребите той е с дебелина 356 мм (вместо 381 мм) и 343 мм в централната част (вместо 356 мм). В долната си част по цялата дължина той стига до 114 мм. Зад крайните кули, по носа и в кърмата, главния пояс примерно на 12 м продължава в преходен пояс. той защитава погребите от попадения при остри курсови ъгли. Дебелината на този пояса постепенно намалява от 343 мм до 305 – 260 мм. Затварянето на главния пояс е чрез траверси с дебелина 305 мм. При най-неизгодни условия на посрещане пояса защитава 381-мм снаряди погребите на дистанции от 75 – 80 кабелта и машините на 85 – 90 каб.
Според опита от бойните действия незащитените краища лесно се разрушават даже от снаряди на разрушители и крайцери и от осколките на голямокалибрените снаряди и бомби, което води до обширни наводнения. Наличието на напречни водонепроницаеми прегради помага малко, тъй като и те също могат да бъдат пробити. За това при „Вангард“ не се използва схемата „всичко или нищо“ и краищата получават бронева защита. Главният пояс в краищата продължава в пояс от немецементирана броня с дебелина 51 – 64 мм. В носовата част той има височина 2,45 м и завършва на 3,5 м от форщевена. На кърмата той е по-висок – 3,4 м и прикрива рулевите отсеци. Благодарение на формата на корпуса той има значителен наклон в горния си ръб навън. Допълнително са поставени 25-мм надлъжни прегради. Пояса се счита за „противоосколъчен“ и основното му предназначение е защитата от осколки и локализация на повредите от снарядите на крайцери и разрушители. При благоприятни ъгли на среща на снаряда с бронята той трябва да защитава от бронебойните снаряди на средните калибри и да осигурява нелоша защита от по-често използваните при тях фугасни снаряди.
| Максимална далечина на пробиване на 64-мм броня при попадение на снаряд по нормалата | Максимална далечина на пробиване на 64-мм броня при попадение на снаряд по нормалата | Максимална далечина на пробиване на 64-мм броня при попадение на снаряд по нормалата |
| Калибър, мм                                                                          | маса на снаряда, кг                                                                  | далечина, м                                                                          |
| ------------------------------------------------------------------------------------ | ------------------------------------------------------------------------------------ | ------------------------------------------------------------------------------------ |
| 152                                                                                  | 50,8                                                                                 | 16 500                                                                               |
| 150                                                                                  | 45,5                                                                                 | 18 300                                                                               |
| 133                                                                                  | 37,2                                                                                 | 11 900                                                                               |
| 120                                                                                  | 28,1                                                                                 | 10 500                                                                               |
| 120                                                                                  | 22,7                                                                                 | 5900                                                                                 |
| 114                                                                                  | 24,9                                                                                 | 9600                                                                                 |

Главната бронирана палуба върви по горния ръб на главния пояс, над погребите има дебелина 152 мм и 127 мм над останалата част от цитаделата. Над погребите е настелен допълнителен слой от 37 мм, което дава сумарна дебелина на защитата от 7,5 дюйма (190 мм). По носа броневата палуба продължава с дебелина 125-мм от носовия траверс до края на 280-мм броня. Нататък на цялото протежение на „противоосколъчния“ пояс тя има дебелина 64 мм, завършвайки на 3,5 м от форщевена. В тази палуба има колкото се може по-малко отвори, като най-големият от тях е на котвената шахта. В кърмовия край броневата палуба е с по-голяма дебелина – 114 мм, тъй като прикрива валопроводите и рулевите механизми. Тя се затваря от траверса с дебелина 100 мм, поставена по задната стена на рулевото отделение.
На „Принс оф Уелс“ в боя му с „Бисмарк“ снаряд пробива борда, леките прегради на противоторпедната защита (ПТЗ) и засяда в 44-мм противоторпедна преграда. За щастие на англичаните, той не детонира. Но, осъзнавайки възможните последствия от такъв взрив, на „Вангарде“ в района на погребите допълнително са поставени 37-мм надлъжни прегради.
Традиционно за британското линкоростроене, желаейки да се икономисат макар и десетина тона броня, бронирането на барбетите е направено с променлива дебелина по кръга. Най-дебели са страничните стени. Вътрешните, прикрити от другия барбет или надстройките и краищата имат по-малка дебелина. Над главната бронева палуба барбетите на 2-ра, 3-та и 4-та кули в сектора 30° по двете страни от диаметралната плоскост имат дебелина 280 мм. На 4-та кула по-близкият към краищата вътрешен 280-мм сектор е 33°. Следващият сектор от 25° върви с дебелина 305-мм. Страничните стени имат 330 мм. При носовата кула №1 предният сектор има дебелина 305 мм и само по 20° на всяка страна от диаметралната плоскост. Но вътрешните сектори с 280-мм и 305-мм броня са по-широки – по 45° на борд.
Независимо от трагичните последствия от попадението на снаряд в бойната рубка на „Принс оф Уелс“ в боя в Датския пролив, на „Вангард“ британците не изменят на своята концепция за нейното брониране. Считайки, че вероятността от попадение в бойната рубка не е голяма, дебелината на нейната броня е значително намалена спрямо линкорите на другите страни. Предната стена на рубката има дебелина 76 мм, останалите стени и покрива – 63,5 мм.
Нивото на противоосколъчната защита на объектите по мостиците и надстройките значително нараства. Болшинството постове и органи на управление на кораба получават защита от нецементирана броня с дебелина от 25 до 51 мм.
| Теглови съставляващи на бронирането на проекта 15Е през 1942 г.           | Теглови съставляващи на бронирането на проекта 15Е през 1942 г. | Теглови съставляващи на бронирането на проекта 15Е през 1942 г. |
| ------------------------------------------------------------------------- | --------------------------------------------------------------- | --------------------------------------------------------------- |
| Вид брониране                                                             | дълги тона                                                      | метрични тона                                                   |
| Главен пояс, включая продължението по носа и към кърмата извън цитаделата | 4666                                                            | 4740,9                                                          |
| Траверси                                                                  | 516                                                             | 524,3                                                           |
| Барбети                                                                   | 1500                                                            | 1524,1                                                          |
| Главна палуба, включая усилванията при барбетите                          | 4153                                                            | 4219,7                                                          |
| Долна палуба по носа                                                      | 362                                                             | 367,8                                                           |
| Долна палуба по кърмата                                                   | 578                                                             | 587,3                                                           |
| Допълнителни прегради                                                     | 75                                                              | 76,2                                                            |
| Бойна рубка                                                               | 44                                                              | 44,7                                                            |
| Кърмова резервна бойна рубка и комуникационни тръби                       | 57                                                              | 57,9                                                            |
| Брониране на КДП                                                          | 31                                                              | 31,5                                                            |
| Противоосколъчен пояс в краищата                                          | 218                                                             | 221,5                                                           |
| Противоторпедна преграда                                                  | 1375                                                            | 1397,1                                                          |
| Допълнително брониране на погребите                                       | 626                                                             | 636,0                                                           |
| Брониране на димоходите                                                   | 52                                                              | 52,8                                                            |
| Противоосколъчни прегради в краищата                                      | 33                                                              | 33,5                                                            |
| Каземати на 133-мм оръдия                                                 | 443                                                             | 450,1                                                           |
| Кръгови усилвания на преградите                                           | 80                                                              | 81,3                                                            |
| Броневи решетки                                                           | 24                                                              | 24,4                                                            |
| Противокуршумно брониране на мостиците                                    | 110                                                             | 111,8                                                           |
| Брониране на 133-мм кули                                                  | 17                                                              | 17,3                                                            |
| Подложка под бронята                                                      | 40                                                              | 40,6                                                            |
| ВСИЧКО                                                                    | 15 000                                                          | 15 240,8                                                        |

### Конструктивна подводна защита
Защитата на „Кинг Джордж“ се основава на резултатите от изследванията по програмата „Джоб-74“ и е разчетена на противостояние на торпеда със заряд от 454-кг ТНТ. Опита показва, че такава конструкция е неефективна. В Сиамския залив „Принс оф Уелс“ фактически излиза от строй след попадения на две авиационни торпеда с двойно по-слаб заряд. А след шест такива той отива на дъното. Като причина за този провал се сочи недостатъчната височина на надлъжните прегради, достигащи само до нивото на долната палуба, тяхното погрешно нитовано закрепване в горната част към стоманените корпусни конструкции, възможността за наводняване на помещенията отгоре на ПТЗ, прикрити само с лека преграда от корабостроителна стомана, малката дълбочина (само 4 м) на зоната за разширение на газовете. Към това и големите празни наводнени обеми извън противоторпедната преграда (ПТП) водят до необходимост от контранаводняване на отсеците на ПТЗ по противоположния борд, което снижава ефективността на тяхната работа.
Независимо от явния провал на конструкцията на подводната защита на „Кинг Джорджовете“, на „Вангард“ тя не претърпява съществени изменения. Наистина, приети са редица мерки по отстраняването на проявилите се недостатъци. Подводната защита се състои от три слоя. Първият най-близък към борда празен отсек служи като камера за разширение и неговата задача е да разпределя налягането на взрива на колкото се може по-голяма площ. Средният отсек работи като амортизираща камера – той е запълнен с течност и неговата задача е погасяването на ударната сила на взривната вълна и намаляване на скоростта на осколките от обшивката. Вътрешният отсек е празен, за да се изключи хидравличния удар от средния отсек към последващите слоеве на ПТЗ. Вътрешната граница на този отсек е броневата противоторпедна преграда (ПТП) с дебелина от 37 до 44 мм. Между нея и вътрешните отсеци се намира още и малък филтрационен отсек, задачата на който е удържа течовете преминали през ПТП. Дълбочината на ПТЗ в сравнение с „Кинг Джордж“ е увеличена, но в най-широкото ѝ място все пак не превишава 4,75 м. При това в района на крайните кули тя намалява до 2,6 – 3 м. Също така недостатъчна е и в района на носовите котелни отделения.
Горната част на ПТЗ е усилена, а височината на всичките противоторпедни прегради е увеличена с едно междупалубно разстояние и достига вече до нивото на средната палуба. Това увеличава обемите на камерата за разширение и снижава вероятността от разрушаване на горната част на ПТЗ. Положени са грижи за водонепроницаемостта на отсеците разположени зад бронята в района на водолинията. При „Принс оф Уелс“ на това място се намират душовете, през нехерметичните стени и таван на които се разпространява наводняването. Душовете са пренесени с палуба по-горе – вече те се намират на средната палуба.
| Характеристики на противоторпедната защита по дължината на кораба | Характеристики на противоторпедната защита по дължината на кораба | Характеристики на противоторпедната защита по дължината на кораба | Характеристики на противоторпедната защита по дължината на кораба | Характеристики на противоторпедната защита по дължината на кораба |
| Шпангоут                                                          | Място                                                             | Дълбочина на ПТЗ                                                  | Дебелина на ПТП, мм                                               | Здравина на ПТЗ в кг ТНТ, разчетна                                |
| ----------------------------------------------------------------- | ----------------------------------------------------------------- | ----------------------------------------------------------------- | ----------------------------------------------------------------- | ----------------------------------------------------------------- |
| 74                                                                | Предна част на погреба на първата кула                            | 2,62                                                              | 44,45                                                             | 213                                                               |
| 92                                                                | Между погребите на първата и втората кула                         | 3,58                                                              | 44,45                                                             | 395                                                               |
| 110                                                               | Задна част на погреба на втората кула                             | 4,14                                                              | 44,45                                                             | 544                                                               |
| 134                                                               | Начало на носовото котелно отделение                              | 4,09                                                              | 38,1                                                              | 445                                                               |
| 156                                                               | Между носовите машинно и котелно отделения                        | 4,29                                                              | 38,1                                                              | 499                                                               |
| 178                                                               | Начало на кърмовите котелни отделения                             | 4,57                                                              | 38,1                                                              | 590                                                               |
| 200                                                               | Между кърмовите котелни и машинни отделения                       | 4,29                                                              | 38,1                                                              | 499                                                               |
| 222                                                               | Край на кърмовото машинно отделение                               | 4,32                                                              | 38,1                                                              | 590                                                               |
| 236                                                               | Край на погребите на кърмовите 133-мм оръдия                      | 3,96                                                              | 44,45                                                             | 490                                                               |
| 247                                                               | Предна част на погреба на четвъртата кула                         | 3,61                                                              | 44,45                                                             | 408                                                               |
| 283                                                               | Задна част на погреба на четвъртата кула                          | 2,97                                                              | 44,45                                                             | 272                                                               |

### Енергетична установка
Конструкцията на силовата установка е доста консервативна, тъй като е взета от проекта на „Лайън“, а за него, на свой ред, е заимствана от „Кинг Джордж“. За това параметрите на парата – налягане 28 атм., температура 370°С, са ниски не само по мерките на 1940-те, но и за 1930-те години. Техническата изостаналост на британската промишленост не позволява да се създаде за турбозъбчатия агрегат двустепенен редуктор. За това е използван едностепенен с предавателно число 1:10.
За по-голяма живучест четиривинтовата силова установка е разбита на 4 блока с индивидуално задвижване на всеки гребен винт. Във всеки блок влизат котелно отделение с два котела, турбинно отделение и отсек за спомагателните механизми. Всеки блок има индивидуална система за подаване на гориво, вода и масло. Също за увеличаване на живучестта котелните и турбинните отделения по двата борда се редуват в шахматен ред. При това валовете на външните винтове се получават значително по-дълги от вътрешните.
Главният проблем е необходимостта от увеличаване на потребната мощност на силовата установка във връзка с ръста във водоизместимостта. Конструкторите решават тази задача по най-простия начин – чрез форсиране на турбините. Ако според първоначалния проект мощността на един блок трябва да бъде 30 000 к.с. при 245 об/мин на валовете, то в края на 1942 г. е приет форсиран режим с мощност на блок от 32 500 к.с. при 250 об/мин. Това дава сумарна мощност от 130 000 к.с. и осигурява 30 възела при стандартна водоизместимост от 42 300 т и 28,5 – 29 възела при пълно около 48 500 – 49 100 т. Макар проектната водоизместимост да е превишена с 2000 т, на изпитанията „Вангард“ развива 31,57 възела при 256,7 об/мин, мощност към валовете от 135 650 к.с. и водоизместимост 45 720 т. Благодарение на удачните обводи на корпуса, през юли 1946 г., на мерната миля при Еран той показва скорост 30,38 възела при водоизместимост от 51 070 т. Мощността съставя 132950 к.с. при 250,6 об/мин. Тъй като британците на изпитанията не са правили прекомерно форсиране на силовата установка, има основания да се предполага, че „Вангард“ може да развие скорост и над 31,5 възела.
Парата изработват осем трибарабанни котела „адмиралтейски“ тип. Максималното работно налягане в котлите съставлява 32 атм, на входа в турбините то е 28 атм.
Във всяко машинно отделение се намира една турбина за високо и една за ниско налягане за преден ход със задвижване на вал през двойна косозъбна предавка. Турбината за заден ход е изпълнена в един корпус с турбината ниско налягане. Първоначално се предлага да се поставят крайцерски турбини с присъединяването им през зубен редуктор, но в края на 1942 г. се отказват от тях, желаейки да икономисат допълнителни 100 т тегло. Въпреки това то нараства за сметка на другите агрегати и в крайна сметка теглото на силовата установка си остава на проектното ниво от 3250 д. т.
Всичките четири винта са трилопастни с диаметър 4,5 м и са направени от манганов бронз. На „Принс оф Уелс“ зоните на въртене на винтовете се припокриват примерно с 0,5 м, което води до изваждане от строя на два вала в резултат на едно торпедно попадение. За това при „Вангард“ разстоянието между осите на вътрешните и външните валове е увеличено от 10,2 до 15,7 м.
Неприятна особеност на силовата установка е появата на вибрация при високите обороти, особено силна при 200 об/мин съответстващи на скорост от 24 възела. Едно от решенията на този проблем е използването на различни режими за работата на външните и вътрешните валове. Същата скорост, при по-малка вибрация, се достига при въртене на вътрешните валове със скорост 222 об/мин, а на външните със 174 об/мин. Също е взето решение да се заменят вътрешните винтове с петлопастни. Но всички тези мерки не решават окончателно проблема и при скорост от 24 възела е въведено ограничението за преместване на руля с не повече от 10°.
Изходя от опита от експлоатацията на „Кинг Джорджовете“, е увеличена височината на просвета в турбинните и котелните отделения и е поставена по-мощна вентилация. Според резултатите от анализа на гибелта на „Принс оф Уелс“ е отделено по-щателно внимание на конструкцията на агрегатите и на нейната удароустойчивост. Предвидено е допълнително охлаждане на парата и отстраняване на кондензата. Подобрена е конструкцията на предната част на огнищата и инжекторите. Повишена е удароустойчивостта на футеровката на огнищата, която при „Кинг Джорджовете“ е склонна към разпукване от удари. За намаляване на последствията от взрив са използвани предохранителни устройства. Благодарение на изолацията на турбинните отделения и херметизацията на турбините те могат да работят при частично и даже напълно наводнени турбинни отделения. Главните вентили на паропроводите получават освен ръчно дистанционно хидравлично задвижване с управление от централния пост или от специален пост за управление на машинната установка. За разлика от типа „Кинг Джордж“ това позволява да се управлява машинната установка при пълно наводняване на турбинното отделение. Също е предвиден независим „кръстосан“ паропровод между четирите блока машини, което позволява да се подава пара към турбините от блок, в който са излезли от строй котлите. Невъзможността от такова превключване е една от причините за бързата загуба на ход от линкора „Принс оф Уелс“. Още една причина за бързото му наводняване е разрушения от откъсналия се вал валопровод. За това не може да се направи много. Всичко, което е направено, освен раздалечаването на линиите на валовете, е да се подобри херметичността на салниците на валопроводите.
Още един нерешен проблем е далечината на плаване. Поради едностепенния редуктор КПД на турбините при крайцерски ходове е ниско и силовата установка се получава оптимизирана за режима на пълен ход. Приети са мерки за намаляване на часовия разход на гориво от 363 до 290 г/к.с. на час. Запаса гориво, вместо 4100 т по проект, е увеличен до 4425 т нефт и 427 т дизелово гориво. Това е направено за сметка на разширяване на бордовите цистерни в средната част на корпуса с 0,7 м използването на отсеците на двойното дъно под крайните кули на главния калибър. Последните следва да се изразходват най-напред поради взривоопасността им от подводни взривове. Независимо от предприетите мерки, заложеното през 1941 г. изискване за далечина от 14 000 мили на 10 възела не е изпълнено. При чисто дъно на най-икономичния ход от 14 възела далечината на плаване съставя около 8400 мили. В умерените ширини след 6 месечна служба в резултат на обрастването на дъното хода пада до 13 възела, а далечината до 7400 мили. В тропиците спадането е още по-голямо – до 11,5 възела и 6100 мили съответно. Малко по-добре „Вангард“ се държи на високите скорости на хода. При чисто дъно далечината на 20 възела съставлява 6950 мили, на 25 възела – 5350 мили, 3380 на 28 и 3600 на 29,5 възела. След половин година служба за пълния ход тези цифри падат с 8% за северните води и с 19% в тропиците, за умерените ходове спадането е по-голямо – със 17% и с 35% съответно.
| Далечина на плаване, мили | Далечина на плаване, мили | Далечина на плаване, мили | Далечина на плаване, мили |
| Скорост, възела           | При чисто дъно            | След 6 месеца служба      | След 6 месеца служба      |
| Скорост, възела           | При чисто дъно            | в умерените ширини        | в тропиците               |
| ------------------------- | ------------------------- | ------------------------- | ------------------------- |
| Икономичен ход            | 8414                      | 7413                      | 6100                      |
| 15                        | 8250                      | 7150                      | 5700                      |
| 20                        | 6950                      | 5800                      | 4500                      |
| 25                        | 5350                      | 4400                      | 3350                      |
| 29,5                      | 3600                      | 3350                      | 2900                      |

### Електрооборудване и спомагателни механизми
Според първоначалния проект на „Вангард“ е предвидено поставянето на 6 турбогенератора и 2 дизел-генератора изработващи постоянен ток с напрежение 222 В. Всички те са обединени в затворена магистрала. Опита от войната, особено загубата на електрозахранване при крайцера „Белфаст“ след натъкването му на дънна мина, води до преразглеждане на състава и компоновката на оборудването. При спуска на вода на „Вангард“ има 4 турбогенератора с мощност по 480 кВт и 4 дизел-генератора по 450 кВт. Генераторите са разположени в 8 отделни помещения. Два турбогенератора се намират в отсеци отстрани на носовите котелни отделения. Още два, предназначени за резервно захранване на стоянка, стоят в отсека за спомагателните генератори между предните турбинни отделения. Два дизел генератора се намират пред носовото КО, отстрани на погребите на 133-мм оръдия. Още два са разположени отстрани на задните турбинни отделения. По цялата дължина на корпуса, под броневата палуба, се намират 18-е разпределителни помещения, обединяващи генераторите с консуматорите на тока.
Първоначално резервният запас от прясна вода е 390 тона, но по-късно, през 1947 г. е решено отначало да се увеличи до 490 т, а през 1948 г. е доведен до 590 тона. При влизането в строй линкора носи един опреснител с производителност 200 т вода за денонощие и три по 100 т. Първият служи за основните нужди на кораба, в т.ч. и по време на стоянка. Трите други са разпределени между отделните помещения. Един от тях е специален типа и няколко години след началото на службата е признат за непрактичен и заменен с опреснител с производителност 200 т на ден.
За снабдяване със сгъстен въздух под високо налягане се използват 4 компресора по 95 к.с. Този въздух се използва за продухване на стволовете на оръдията, стартерите на дизелите и т.н. Съществува и магистрала с ниско налягане, обслужвана от два компресора по 26 к.с.
Механизмите на хидравликата на кулите на главния калибър включват 4 помпи с турбозадвижване, намиращи се в отделни отсеци. Работното налягане на помпите е 80 атм, производителността – до 28 литра в минута.

### Въоръжение

#### Главен калибър
| Бронепробиваемост на оръдията на британски линкори | Бронепробиваемост на оръдията на британски линкори | Бронепробиваемост на оръдията на британски линкори                        | Бронепробиваемост на оръдията на британски линкори                        | Бронепробиваемост на оръдията на британски линкори                        |
| дистанция                                          | дистанция                                          | Разчетна бронепробиваемост вертикална/хоризонтална по круповска броня, мм | Разчетна бронепробиваемост вертикална/хоризонтална по круповска броня, мм | Разчетна бронепробиваемост вертикална/хоризонтална по круповска броня, мм |
| -------------------------------------------------- | -------------------------------------------------- | ------------------------------------------------------------------------- | ------------------------------------------------------------------------- | ------------------------------------------------------------------------- |
| кбт                                                | м                                                  | 381-мм Mk-I „Вангард“                                                     | 406-мм Mk-I „Нелсън“                                                      | 406-мм Mk-II „Лайън“                                                      |
| 75                                                 | 13 890                                             | 353/50                                                                    | 366/49                                                                    | 449/36                                                                    |
| 100                                                | 18 520                                             | 297/79                                                                    | 310/72                                                                    | 389/82                                                                    |
| 125                                                | 23 150                                             | 259/109                                                                   | 261/99                                                                    | 335/112                                                                   |
| 150                                                | 27 780                                             | 229/145                                                                   | 224/130                                                                   | 292/143                                                                   |

Главният калибър на „Вангард“ се състои от осем 42-калибрени 381-мм оръдия Mark I в четири двуоръдейни кули. От една страна, такъв избор е стъпка назад в сравнение с планиращите се 406-мм установки за „Лайъните“ и поставените на американските линкори. Към това оръдието е по-слабо по балистичните си характеристики от 380-381-мм оръдия на линкорите на другите европейски страни. Обаче всъщност бронепробиваемостта на 381-мм оръдия не е толкова кардинално по-лоша, отколкото е на 406-мм оръдия на „Нелсън“, и на всички дистанции е по-добра от бронепробиваемостта на 356-мм оръдия на „Кинг Джордж“.
При това поставянето на по две двуоръдейни кули в носа и кърмата е най-добрата, от гледна точка на управлението на огъня, конфигурация. Запаса 381-мм оръдия и снаряди за тях е голям. Самата конструкция на оръдията и установките е надеждна и отработена. 381-мм оръдие обладава добра кучност на огъня и, благодарение на възможността да се зарежда при произволен ъгъл на възвишение и отработената конструкция на установката, обладава добра практическа скорострелност. Конструкцията на кулите изисква внасянето на редица изменения. Бронирането на кулите е явно недостатъчно. Челната плоча има дебелина само 229 мм, а покрива – 114 мм. Ъгълът на възвишение е ограничен и далечината на стрелба не превишава 12 мили (22,5 км). Пламенепроницаемостта на установката, проектирана преди Ютландското сражение, също не удовлетворява изискванията на 1940-те години. Стоящите на кулите 4,6 м далекомери също трябва да се заменят.
Най-напред е заменена челната плоча с 343-мм с по-високи амбразури, позволяващи да се даде на оръдията ъгли на възвишение до 30°. Портовете за оръдията се получават доста големи и се налага прикриването им отгоре със специални бронирани капаци. Покрива е заменен със 152-мм плочи от нецементирана броня. От покривите е свалена командирската куличка, пречеща на стрелбата на издигнатата кула над покрива на долната. В качеството на противотежест на нарастналото предно тегло, пода на кулите е усилен от 51 до 76 мм. Бойното отделение и системата за подаване са оборудвани с пламенепроницаеми екрани. Вместо 4,5-метровите далекомери са поставени 9-метрови. За първи път в британската флота кулите на главния калибър (ГК) получават дистанционно силово управление за хоризонталното насочване.
Системата за подаване на боеприпаси за новите кули са модернизирани за новите удължени 879-кг бронебойни снаряди. Станините, цапфите и противооткатните устройства са усилени за възможност да се използват усилени заряди от 220,4 кг кордит марка SC-300, придаващи на бронебойния снаряд начална скорост от 805 м/с. Използването на усилените заряди води до силно износване на ствола и на практика в условията на мирно време те не се използват. Щатният заряд съобщава на снаряда начална скорост от 785 м/с.
След всички изменения въртящото се тегло на кулите съставя 855 дълги т, с 20 т повече, отколкото е по проект. Допълнителното тегло на въоръжението се получава за сметка на увеличаването на теглото на командно-далекомерния пост (КДП) от 63 до 70 т, по-мощните и тежки хидравлични механизми (от 63 до 70 т), течния носител (от 80 до 91 т) и още 20 т допълнително антикорозионна смазка.
Скоростта на хоризонталното насочване съставя 2°/сек, а на вертикалната 5°/сек. Техническата скорострелност не се изменя и съставя 2 изстрела в минута. Модернизираните кули получават индекса Mk IN, същият, както кулите на модернизираните през 1930-те години линкори и линейни крайцери.
Един от проблемите става необходимостта от преправяне на системите за подаване. Към момента на създаване на установките преди Първата световна война общоприетата практика е поместването на снарядните погреби под зарядните. Счита се, че за взривоопасните погреби по-голяма опасност представляват мините и торпедата. Към началото на Втората световна война, според резултатите от Ютланд, осъзнават опасността от попадение на снаряди в погребите, след което зарядния погреб започва да се разполага най-долу. Да се променя старата система за подаване напълно е много скъпо, за това разработчиците избират компромиса. Зарядният погреб е разположен най-долу, обаче зарядите от него се подават в междинно претоваръчно отделение, разполагащо се над снарядния погреб. Вече оттам зарядите се преместват по непроменената система за подаване. За допълнителна защита на претоваръчното отделение то има пламенепроницаеми врати, а зарядите в него се подават в специални пенали.
При разчета за стандартна водоизместимост боезапаса е по норма 80 снаряда на ствол с такъв брой заряди за тях. Максималният боезапас при пълна водоизместимост съставлява по 114 снаряда и заряда на ствол.

#### Среден калибър
Универсалната артилерия повтаря тази на линкорите от типа „Кинг Джордж V“ – шестнадесет 133-мм универсални оръдия Mk I в двуоръдейни кули. Разглеждани са варианти за въоръжение с достатъчно успешните британски 114-мм зенитни и американските 127-мм оръдия. И двата варианта са отказани, защото на британските адмирали им харесва възможността със 133-мм 36,5-кг снаряд да спрат разрушител или да поразят крайцер на противника.
Установките, разработени за „Кинг Джорджовете“, са критикувани заради недостатъчната си подвижност и скорострелност. „Вангард“ получава новите, по-съвършени установки Mark 1*. Те имат по-голяма скорост на насочване – по 20 °/с във вертикалната и хоризонталната плоскости. Бойното им отделение е препланирано. Установките също получават дистанционно силово задвижване RP10* за вертикалното и хоризонталното насочване. Нараства и скорострелността. Според различните данни тя съставлява от 9 до 18 изстрела в минута. Установките, заедно с оръдията, помпите, запасите и щатните разчети тежат 854 т, което с 29 т надвишава проектната величина.
Зареждането им е разделно гилзово. В боекомплекта влизат два типа снаряда – полубронебойните за надводни цели и фугасни за въздушните. Данни за състава на боекомплекта на „Вангард“ няма, но към края на войната за 133-мм оръдия до половината фугасни снаряди имат радиолокационен взривател. Двата типа снаряда имат своя линия за подаване от подемниците във вид на затворена верига. За гилзите с барута има отделна линия за подаване, отново разделна. Боеприпасите се съхраняват в общ погреб и се подават от него в претоваръчно отделение под кулата. Оттам те, чрез подемници, се подават в бойното отделение. Снарядите за надводните цели се подават хоризонтално, а за въздушните цели и зарядите – вертикално. За кулите №2 и №3 (средните, с ниво на надстройката над крайните) подаването се прекъсва на нивото на средната палуба в междинно претоваръчно отделение. Подаването на снарядите в междинното отделение върви хоризонтално, чрез кофен подемник. Горните линии за подаване при всички кули са еднакви. За разлика от установките на „Кинг Джордж“, с ръчно зареждане, новите установки получават автомат за зареждане и автомат за настройване на взривателя със закъснение.

#### Зенитна артилерия
| Орудие                                      | НУРС      | 40-мм „Пом-пом“ | 40-мм „Пом-пом“ | 40-мм „Пом-пом“ | 40-мм „Бофорс“ | 40-мм „Бофорс“ | 40-мм „Бофорс“ | 40-мм „Бофорс“ | 40-мм „Бофорс“ | 40-мм „Бофорс“ | 20-мм „Eрликон“ | 20-мм „Eрликон“ | 20-мм „Eрликон“ |
| Установка                                   | UP 178-мм | Mk VIII         | Mk IV           | ∑               | Mk VI          | BUSTER         | Mk II STAAG    | Mk III         | Mk VII         | ∑              | Mk XIV          | Mk XII          | ∑               |
| ------------------------------------------- | --------- | --------------- | --------------- | --------------- | -------------- | -------------- | -------------- | -------------- | -------------- | -------------- | --------------- | --------------- | --------------- |
| брой стволове                               |           | 8               | 4               |                 | 6              | 2              | 2              | 1              | 1              |                | 6               | 2               |                 |
| Изменение в състава на зенитното въоръжение |           |                 |                 |                 |                |                |                |                |                |                |                 |                 |                 |
| проект 15Е, април 1941                      | 4         | 6               |                 | 48              |                |                |                |                |                |                |                 |                 |                 |
| септември 1942                              |           | 9               | 1               | 76              |                |                |                |                |                |                |                 | 12              | 24              |
| юни 1943                                    |           |                 |                 |                 | 9              | 1              |                |                |                | 56             |                 | 12              | 24              |
| начало на 1945                              |           |                 |                 |                 | 9              | 1              |                |                |                | 56             | 6               | 14              | 64              |
| април 1945                                  |           |                 |                 |                 | 9              | 1              |                | 7              | 4              | 67             |                 | 9               | 18              |
| 1946                                        |           |                 |                 |                 | 10             |                | 1              |                | 11             | 73             |                 |                 |                 |
| 1954                                        |           |                 |                 |                 | 10             |                | 1              |                | 4              | 66             |                 |                 |                 |
| 1956                                        |           |                 |                 |                 |                |                |                |                | 4              | 4              |                 |                 |                 |

До проекта 15Е зенитното въоръжение трябва да повтаря типа „Кинг Джордж“ – шест осемстволни установки Mk VI с 40-мм автомати „Пом-пом“. Установката Мк VI е тежка (16 тона) и заема много място. Но тя добре се вписва в британската теория за „огневия поток“, според която самолета на противника трябва да бъде пресрещан от завеса 40-мм снаряди. Наистина, към началото на войната „пом-пом“ вече е морално остарял – лентовото му подаване е ненадеждна, а практическата скорострелност от 100 – 115 изстрела в минута също вече не е голямо достижение.
В проекта 15D, в състава на зенитното въоръжение, са включвани четири установки UP неуправляеми 178-мм зенитни ракети. Те преминават в проекта 15E, утвърден на 17 април 1941 г. Но опита от бойните действия показва тяхната безполезност и в спецификацията от септември 1942 г. те отсъстват. Според тази спецификация се планира поставянето на 12 двуоръдейни „ерликона“ с боезапас от 1800 снаряда на ствол.
Към края на 1941 г. става ясно, че зенитното въоръжение на „Кинг Джорджвете“ е недостатъчно. Обаче проблема с разполагането на допълнителни осемстволни установки „Пом-пом“ е малкото място. За щастие тогава решават, че авиационното въоръжение на линкорите показва своята практически пълна безполезност и е премахнато. Кърмовият комин е преместен напред и в средната част на кораба е направена допълнителна надстройка, на която са разположени катерите и две допълнителни установки осемстволни установки „Пом-пом“. Но „хубавото“ място свършва и деветата установка Mk VI се налага да се постави на кърмата, в зоната на действие на дулните газове на кърмовите кули. Допълнително на кулата на ГК №2 е решено да се постави една четиристволна установка „Пом-поми“ Mk VII. Боезапаса за „Пом-помите“, по проект, съставлява по 500 снаряда на ствол.
В хода на войната британският флот започва да използва произвежданите по лиценз 40-мм автомати „Бофорс“ и 20-мм „Ерликони“. Англичаните разрабатват шестстволната установка „бофорси“ Mk VI. Нейният срок за приемане на въоръжение съвпада по време с влизането в строй на „Вангард“. През юни 1943 г. е прието решението да се заменят всичките осемстволни „пом-поми“ с шестстволни „бофорси“. Установката Mk VII решават да заменят с двустволната установка „бофорси“ Buster (Bofors Universal Stabilized Tachymetric Electric Radar). Към началото на 1945 г. се планира поставянето, също на надстройката, на шест четиристволни установки Mk XIV „ерликони“, с дистанционно насочване и на горната палуба на още 14 двустволни Mk XII с ръчно.
Опита от финалните битки в Тихия океан показва недостатъчната ефективност на 20-мм автомати срещу камикадзетата. Също е взето решението да се откажат от производството на четиристволните „ерликони“. За това, през април 1945 г., се отказват от четиристволните и от част от двустволните „ерликони“, със замяната им на двустволни и едностволни установки „бофорс“. След обсъждането на няколко варианта за замяната, решават да оставят седем двустволни „ерликона“, а останалите двустволки да се заменят с едностволни установки „бофорс“ Mk III. Вместо четиристволните установки „ерликон“ е решено да се поставят две установки „ерликон“ Mk XII или Mk V и четири едностволни „бофорс“ Mk VII с механично задвижване.
През април 1946 г. всички установки „ерликон“ и едностволните „бофорси“ са заменени с едностволните „бофорс“ Mk VII. Последното изменение става включването в състава на въоръжението на автомата STAAG Mk II. Това е двустволна установка „бофорси“, но от принципно нов тип. Тя има автономно захранване и система за управление, разположени на самата установка Автомата STAAG изпреварва своето време, но е „суров“ и неговата автоматика често създава проблеми. Така, при въвеждането му в строй, зенитното въоръжение на „Вангард“ се състои от 73 40-мм „бофорса“ – десет шестстволни установки Mk VI, един автомат STAAG и 11 едностволни Mk VII. Общият боезапас на „бофорсите“ съставлява 92 637 снаряда. Което е приблизително по 1269 на ствол.
| Основни ТТХ на използваните оръдия                | Основни ТТХ на използваните оръдия | Основни ТТХ на използваните оръдия | Основни ТТХ на използваните оръдия | Основни ТТХ на използваните оръдия | Основни ТТХ на използваните оръдия | Основни ТТХ на използваните оръдия | Основни ТТХ на използваните оръдия | Основни ТТХ на използваните оръдия |
| Оръдие                                            | 15"/42 Mark I                      | 5.25"/50 Mark I                    | Vickers 2-pdr Mark VIII            | Vickers 2-pdr Mark VIII            | 40 mm/56.3 QF Mark I               | 40 mm/56.3 QF Mark I               | 40 mm/56.3 QF Mark I               | 20 mm/70 Mark I                    |
| ------------------------------------------------- | ---------------------------------- | ---------------------------------- | ---------------------------------- | ---------------------------------- | ---------------------------------- | ---------------------------------- | ---------------------------------- | ---------------------------------- |
| Калибър/ дължина на ствола, калибри               | 381-мм/42                          | 133-мм/50                          | 40-мм/39                           | 40-мм/39                           | 40-мм/56                           | 40-мм/56                           | 40-мм/56                           | 20-мм/70                           |
| Година на разработване                            | 1912                               | 1935                               | 1923                               | 1923                               | 1941                               | 1941                               | 1941                               | 1939                               |
| Маса на оръдието без затвора, кг                  | 101 605                            | 4632                               | 259,5                              | 259,5                              | 508                                | 508                                | 508                                | 20,865                             |
| скорострелност, изстрела/минута, теоретична       | 2                                  | 10 – 12                            | 115                                | 115                                | 120                                | 120                                | 120                                | 450                                |
| практическа                                       |                                    | 9                                  | 96 – 98                            | 96 – 98                            | ?                                  | 120                                | 90                                 | 250 – 320                          |
| тип зареждане                                     | картузно                           | разделно- гилзово                  | унитарно                           | унитарно                           | унитарно                           | унитарно                           | унитарно                           | унитарно                           |
| Маса на заряда, кг                                | 196 кг SC280                       | 8,19 кг SC                         | 0,13 кг HSCT/K 134 – 055           | 0,13 кг HSCT/K 134 – 055           | 0,248 кг Cordite W                 | 0,248 кг Cordite W                 | 0,248 кг Cordite W                 | 0,029 кг NC                        |
| Тип на снаряда                                    | бронебоен APC Mark XXIIb (6crh)    | полубронебоен SAP Mark II          | фугасен HE HV                      | фугасен HE HV                      | фугасен                            | фугасен                            | фугасен                            | фугасен                            |
| Маса на снаряда, кг                               | 879                                | 36,3                               | 0,82                               | 0,82                               | 0,894                              | 0,894                              | 0,894                              | 0,123                              |
| Начална скорост, м/с                              | 749                                | 792                                | 701                                | 701                                | 853                                | 853                                | 853                                | 844                                |
| Живучест на ствола, изстрела                      | 335                                | 750                                | 7200                               | 7200                               | 10 000                             | 10 000                             | 10 000                             | 9000                               |
| Максимална далечина на стрелбата, м               | 26 520                             | 21 937                             | 4572                               | 4572                               | 9830                               | 9830                               | 9830                               | 4389                               |
| ефективна, м                                      |                                    |                                    | 1550                               | 1550                               | 2285                               | 2285                               | 2285                               | 915                                |
| досегаемост по височина, м                        |                                    |                                    | 3960                               | 3960                               | 7160                               | 7160                               | 7160                               | 3048                               |
| Установка                                         |                                    |                                    |                                    |                                    |                                    |                                    |                                    |                                    |
| Обозначение                                       | Mark I/N RP 12                     | RP10 Mark I*                       | Mark V                             | Mark VII                           | Mark VI                            | Mk II STAAG                        | Mk VII                             | Mk V                               |
| Брой стволове                                     | 3                                  | 2                                  | 8                                  | 4                                  | 6                                  | 2                                  | 1                                  | 2                                  |
| Маса на въртящата се част, т                      | 828                                | 96,5                               | 15,3                               | 8,7                                | 21,8                               | 17                                 | 1,6                                | 1,1                                |
| Ъгли на възвишение, °                             | −4,5 / +30                         | −5 / +70                           | −10 / +80                          | −10 / +80                          | −15 / +90                          | −10 / +90                          | −5 / +90                           | −10 / +70                          |
| Скорост на насочване вертикална/хоризонтална, °/с | 5 / 2                              | 20 / 20                            | 25/25                              | 25/25                              |                                    | 24/26                              |                                    |                                    |

#### Авиационно въоръжение
В състава на авиационното въоръжение в проекта 15E влизат два самолета и стартов катапулт D111H. Катапулта трябва да е разположен на юта заедно с подпалубен хангар за самолетите. При такова разположение средната част от надстройката се освобождава за разполагането на допълнително зенитно въоръжение. Такава схема за разполагане се използва при американските линкори и на френския „Гаскония“. Развитито на палубната авиация и радарите намалява потребността от корабни хидросамолети и в крайна сметка се отказват от авиационното въоръжение.

#### Системи за управление на огъня
На „Вангард“ се постарават да създадат единна система за управление на огъня, включваща в себе си оптични и електронни датчици, а също и аналогови изчислителни системи. Вместо основен и резервен пунктове за управление на стрелбата са поставени два командно-далекомерни поста (КДП) за управление на главния калибър, свързани с централния пост за обработка на информацията. Двата КДП за главния калибър – преден и заден – имат идентичен състав на оборудването и са снабдени с артилерийския радар „Тип 274“. Резервните постове са оборудвани в издигнатите кули на главния калибър. Всички те са съединени с поста за обработване на информацията, където има само един екран на радара „Тип 274“. Артилерийският офицер превключва този екран към сигнала на този КДП, който „гледа“ към целта. Съществуват и няколко резервни варианта за дистанционното управление на оръдията на ГК. От носовия КДП може да се управляват кулите „A“ и „B“, а от кърмовия – кулите „X“ и „Y“. От кула „B“ може също да се управлява насочването на кулите „A“ и „X“. А от кула „X“ да се управлява кула „Y“.
Възможностите на съществуващата към този момент британска система на управление на зенитния огън от КДП тип „HACS“ в няколкото ѝ модификации не устройва разработчиците на „Вангард“. Системата за обработване на данните при тях е достатъчно примитивна и не успява да обработва данните за стрелба по скоростни цели. Разработката на новата стабилизирана система TS1 в годините на войната не се развива повече от създаването на прототип. За това британците са принудени да закупят американските КДП Mk.37, но с британските радари „Тип 275“. Единствения минус на това решение е увеличаването на общото тегло на КДП от 44 (при използването на заложените в проекта HACS III) до 64 т. За сметка на това обаче сериозно са повишени възможностите на универсалната артилерия.
На „Кинг Джордж“ четирите КДП за универсалната артилерия стоят в „квадрат“ – по два отпред и отзад. При такава схема е затруднено предаването на управлението на огъня от един КДП на друг при пресичане от самолета на курса на кораба. За това на „Вангард“ е използвана „ромбичната“ схема, каквато е при американските линкори. По един КДП стоят отпред и отзад на надстройките и още два стоят по бордовете в средната част на кораба. Също за управляването на огъня на четирите установки на всеки борд има резервна дистанционна система за управление от постовете за наблюдение на ПВО. Тя се използва основно за управление на стрелбата с осветителни снаряди.
Всичките десет шестстволни установки „бофорс“ получават индивидуални стабилизирани КДП, снабдени с радара „Тип 262“. Всички комплектуващи са произведени, но поради мирния период част от капризното оборудване не е поставяно и се съхранява на брега. Напълно укомплектувана е само установката STAAG. Цялата система за управление на установката, включая системата за стабилизация, радара „тип 262“, аналоговия компютър и даже генератора за електродвигателите се намират на самата установка. Единичните установки „Бофорс“ имат само локално управление.
Новъведението при „Вангард“ е бойният информационен пост. Той е добре защитен, разполагайки се под главната бронева палуба. Около долния боен пост се намират радарния пост с екраните на всички радари, помещението с операторите на изчислителните системи, поста за управление на ПВО. Тук се намира долния боен пост, в който са съсредоточени всички средства за управление на кораба. Този пост не е заложен в изначалния проект и е добавен в неговата конструкция вече след залагането на кораба. За определяне на взаимното разположение на помещенията и оборудването е създаден макет на този отсек в естествена големина. Постоянно увеличаващата се маса на радиоелектронното оборудване и персонал за неговото обслужване не е залаган в проекта изначално и води до теснота в тези помещения. Но за онова време постоянният ръст на обемите, заемани от електрониката, е обичаен проблем.

#### Радиолокационно и електронно оборудване
Количеството и типа на радиоелектронното оборудване постоянно се изменят. При влизането в строй „Вангард“ е първият от корабите на британския флот с комбинирания радар „Тип 960“ с антена на топа на гротмачтата. Този радар осигурява ранното откриване на корабите и самолетите на противника. В допълнение към него е поставен радара „Тип 277“ с антена на краспицата на фокмачтата. Той позволява да се засичат надводни цели и нисколетящите самолети. За целеуказание е поставен радара „Тип 293“ с антена пред фокмачтата. За разлика от единичните отметки за целите, отметките на своите кораби и самолети на екраните на всички тези радари се показват двойни. За различаване на целите има два приемника за системата за опознаване „свой-чужд“ „Тип 253“. За радарите „Тип 277“ и „Тип 293“ за същата цел служи предавателя „Тип 242“. Поставени са навигационните радари „Тип 268“ и „Тип 930“, използвани също и за откриването на надводни цели. Най-многобройни са артилерийските радари. На КДП на главния калибр стоят два радара „Тип 274“, на КДП за универсалния калибър – „Тип 275“. За управление на зенитната артилерия служат 11 радара „Тип 262“.
Антените на всичките артилерийски радари и радарите „Тип 277“, „Тип 293“, „Тип 268“ и „Тип 930“ са стабилизирани. Големият брой радари повлича зад себе си и проблеми с тяхното разполагане. Така например радара „Тип 268“, поради своето положение, постоянно се затъмнява от гротмачтата, комина и задния КДП на универсалната артилерия. Радарите също създават смущения в работата на съседните системи. Така например радара „Тип 960“ заглушава сигнала на радарите „Тип 275“ за универсалния калибър. А УКВ радиостанцията за оперативна свръзка между корабите на съединението създава смущения за радарите „Тип 277“, „Тип 293“ и същите „Тип 275“.
На „Вангард“ има голям брой средства за свръзка и радиопеленгация. Болшинството приемащи радиостанции се намират на мостиците на кулоподобната надстройка, а предаващите – на кърмовата надстройка. Радиопеленгаторите покриват целия диапазон честоти, в т.ч. и УКВ, което е новост за онова време. Поставени са и прости средства за РЕБ – детектори за радиолокационно облъчване и станции за създаване на смущения за локаторите на противника.
Магнитен компас на линкора няма. За целите на навигацията се използват три независими жирокомпаса със собствени източници на захранване и механизми.

## История на службата
| Командири на кораба                           | Командири на кораба         | Командири на кораба             |
| Капитан                                       | На английски език           | Дата на поемане на командването |
| Флот на метрополията                          | Флот на метрополията        | Флот на метрополията            |
| --------------------------------------------- | --------------------------- | ------------------------------- |
| кептън У. Дж. Егню                            | captain W. G. Agnew         | 15 отктомври 1945 г.            |
| кептън Ф. Р. Пархем                           | captain F. R. Parham        | 29 март 1947 г.                 |
| кептън Дж. В. Гладсън                         | captain G. V. Gladsone      | 28 юли 1949 г.                  |
| кептън Д. X. Хол-Томпсън                      | captain D. H. Hall-Thompson | 18 август 1950 г.               |
| кептън Дж. С. С. Личфийлд                     | captain J. S. S. Litchfield | 21 декември 1951 г.             |
| кептън Р. А. Юинг                             | captain R. A. Ewing         | 18 януари 1953 г.               |
| кептън Р. Дж. Теруит                          | captain Sir st J. Tyrwhitt  | 12 май 1954 г.                  |
| Резервен флот                                 |                             |                                 |
| командер Х. Дж. Барнард                       | commander H. G. Barnard     | 1 януари 1955 г.                |
| командер Дж. Н. Гарнет                        | commander J. N. Garnett     | 9 януари 1956 г.                |
| кептън А. Дж. По (командващ резервния флот)   | captain A. G. Poe           | 1 декември 1956 г.              |
| кептън Н. У. Фишър (командващ резервния флот) | captain N. W. Fisher        | 3 юли 1958 г.                   |

Първият командир на „Вангард“ става назначеният на 15 октомври 1945 г. кептън (капиран 1-ви ранг) У. Дж. Егню. След завършване на цикъла на заводските и приемните изпитания линкора, на 9 август 1946 г., е включен в състава на флота.
Скоро приема почетната роля на „кралска яхта“ за пътешествието на крал Джордж VI в Южна Африка. Тъй като краля трябва да пътува с цялото си семейство, линкора е обстойно подготвен за тази мисия. Той е изпратен в корабостроителницата в Плимът, където от октомври до декември преминава преоборудване. Адмиралските помещения са препланирани – изолирани са от останалите офицерски помещения, получават собствена галерия. Обзавеждането не се отличава с голяма розкош, но в апартаментите на кралската чета са поставени мебелите, свалена от старата кралска яхта „Виктория енд Албърт III“ (на английски: HMY Victoria and Albert III). Вместо 40-мм автомат STAAG на втората кула е оборудвана площадка за разходки, която може да се използва и като трибуна при престой.
„Вангард“ излиза в морето на 31 януари 1947 г. Него, в качеството на ескорт, го съпровождат самолетоносач, два крайцера и разрушител. Похода продължава три месеца, в течение на които краля и неговата свита през по-голямата част от времето си провеждат на борда на линкора. В началото на похода „Вангард“ посещава френския Шербур, където с 21 залпа е приветстван от излезлия насреща му линкор „Ришельо“. На 17 февруари корабите пристигат в Кейптаун. След това започва двумесечно плаване по протежение южния бряг на Африка. От до 6 – 10 март корабите посещават Саймонстаун, от 10 до 24 март се намират в Салдана, на 27 март в Източен Лондон, от 28 до 31 март са в Порт Елизабет, на 8 април в Дърбан и на обратния си път пак посещават Кейптаун, от 11 до 24 април. През май „Вангард“ се връща в Портсмът. Кралското семейство остава доволно от пътешествието и благодари на екипажа и капитана.
На 29 май 1947 г. командир на „Вангард“ става кептън Ф. Р. Пархам. След докуване в Плимът, линкора отново влиза за преоборудване. Преправени са ред кубрици и спомагателни помещения. През ноември 1947 г. „Вангард“ сменя в качеството на флагман на флота на метрополията учебния линкор „Хау“. В началото на 1948 г. е планиран поредния кралски вояж в Австралия и Нова Зеландия и линкора пак е изпратен в корабостроителницата. Преустроени са кралските апартаменти, в умивалниците и душовете се появява гореща вода и те са направени от неръждаема стомана. В пералното помещение са поставени перални машини. На кораба се появява фризьорски салон и шивашко ателие. Пътешествието се планира като околосветско и за преминаването през Панамския канал „Вангард“ получава буксирни приспособления. Всички издаващи се устройства – задбортните ръкави за боклука, трапове – са свалени.
Но поради заболяване на краля похода е отменен и линкор за два месеца отплава в Средиземно море. На 31 януари 1949 г. „Вангард“ отплава от Портланд за Гибралтар. Там той временно става флагман на Средиземноморския флот и на 5 март на него издига флага си командващия. В Средиземно море „Вангард“ участва в няколко маневри, провежда учебни стрелби и посещава няколко египетски, френски и италиански порта. На 22 юли 1949 г. линкора се връща в Плимът. На него е назначен нов командир – кептън Дж. В. Гладстоун.
След докуване в Девънпорт „Вангард“ се връща в състава на учебната ескадра, ставайки неин флагман вместо линкора „Ансън“. През февруари 1950 г. е осъществен поход към Гибралтар. На път към дома, в нощта на 14 февруари при нос Финистере, оказва помощ на търпящия бедствие френски съд „Бофа“. На 7 март 1950 г. в Дувър „Вангард“ приветства със салют пристигналия в Англия с официална визита френски президент Венсан Ориол. През юни-юли 1950 г. се намира в поход по бреговете на Шотландия и Северна Ирландия, по пътя посещавайки различни портове. В края на юли присъства на кралската регата в Солент. В края на първата седмица на август пристига в Портсмът. На 18 август 1950 г. към командването на линкора пристъпва кептън Д. X. Хол-Томпсън.
На 15 септември 1950 г. „Вангард“, под флага на командващия флота Ф. Уайън, отплава за Гибралтар за провеждането на традиционните есенни учения на флота на Метрополията. В ученията, започващи на 20 октомври, вземат участие 20 бойни кораба от Флота на метрополията и канадска ескадра. В това влизат два самолетоносача, отработващи авиоатаки на „Вангард“. С края на ученията „Вангард“ посещава Сейнт Винсент на Кабо Верде, Мадейра и Лисабон. Линкора се връща в Портсмът на 7 декември 1950 г. На 19 януари 1951 г. „Ванград“ отново отплава за Гибралтар за провеждане на противолодъчни учения с Шести флот на ВМС на САЩ. По време на ученията, на 10 февруари, линкора се сблъсква със самолетоносача „Индомитейбъл“, но за щастие без сериозни последствия за двата. С края на ученията „Вангард“ посещава Генуа и Вилфранш. На 14 март 1951 г. командващия флота спуска флага си и „Вангард“ влиза за седем седмичен ремонт в Девънпорт.
На 8 май линкора, на рейда на Дувър, приветства с 21-залпов салют пристигането на яхтата „Данеброг“ (на английски: HDMY Dannebrog) с краля и кралицата на Дания. След това „Вангард“ става флагман на командващия учебната ескадра, контраадмирал Дик. През лятото линкора, в рамките на „демонстрирането на флага“, извършва редица посещения в британски портове, участвайки в различни тържествени мероприятия. Самият линкор при това е открит за посещения. На 31 август флагман на учебната ескадра става „Индифатигъбъл“, а „Вангард“, на 16 септември 1950 г., влиза за петмесечен ремонт. В хода на ремонта, за отстраняване на претоварването, са намалени обемите на цистерните за гориво.
По време на ремонта, на 21 декември 1951 г., новият командващ на „Вангард“ става кептън Личфилд (J.S.S.Litchfield). В началото на 1952 г. постъпва разпореждането да се подготви линкора за нов кралски вояж. Кралските апартаменти отново са приведени в ред. Но на 6 февруари 1952 г. постъпва новината за смъртта на крал Джордж VI и вояжа е отменен.
На 15 февруари 1952 г. „Вангард“ отплава за учебен поход в района на Гибралтар. На 13 май 1952 г. на линкора вдига своя флаг командващия флота на Метрополията и „Вангард“ излиза за учения в Северно море съвместно с холандския флот. След ученията, от 28 юни до 4 юли, линкора посещава Ротердам. на 1 юли е посетен с визита от кралица Юлиана и принц Бернхард. По време на визитата линкора е отворен за посещения на публиката и е посетен от 10 000 души. На 10 юли „Вангард“ се връща в Портсмът.
През есента на 1952 г. линкора излиза в морето за участие в ученията на НАТО „Мейнбрейс“ (Mainbrace), с финал на 23 септември 1953 г. След това посещава Норвегия и след непродължителна подготовка, за първи път, се насочва за учения в арктически води. „Вангард“ се връща в Портсмът на 1 декември 1952 г. На 19 януари 1953 г. на борда на линкора се качва новият му командващ – кептън Р. Е. Юинг (R.A.E.Ewing). На следващия ден той се насочва за докуване в Гибралтар, където остава за пет седмици. На 2 март 1953 г. той излиза в морето за провеждането на учения и след техния край се връща в Портсмът на 25 март. Там участва в традиционните Дни на флота, по време на които кораба посещават 31 000 души.
На 9 юни „Вангард“ отплава за Спитхедския рейд, за подготовка за парада в чест на коронацията на кралица Елизабет II. „Коронационното ревю“ се състои на 15 юни 1953 г. Линкора играе ролята на флагмански кораб. В тържествата вземат участие чуждестранни кораби. В т.ч. присъства съветският крайцер „Свердлов“.
През септември 1953 г. „Вангард“ участва в ученията на НАТО „Маринер“ в Атлантика. Тук той взаимодейства с американския линкор „Айова“. Това е последният случай на съвместни учения с британски и американски линкори. Ученията завършват на 3 септември 1953 г., когато „Вангард“ поска котва в Грийнок. След пристигането си в Портсмът, на 26 ноември 1953 г., линкора влиза за двумесечен ремонт. На 21 януари 1954 г. „Вангард“ отплава от Портсмът за докуване в Гибралтар, което продължава до 10 март 1954 г. След това той участва в ученията в Средиземно море съвместно с френски и холандски кораби, връщайки се в Портсмът на 1 април 1954 г. През пролетта, по време на традиционните Дни на флота, той е посетен от 34 000 души. На 13 май „Вангард“ участва в операцията „Лоялност“ – срещата на завръщащата се от околосветско пътешествие кралска яхта „Британия“ с кралица Елизабет II и принц Филип на борда. „Вангард“ посреща кралицата с 21-залпов салют и я съпровожда с другите кораби до Портланд. След това линкора се насочва за седмична визита във френския Брест. Последните десет дни на май „Вангард“ провежда в Портсмът. След това, през юни, той участва в учения, а в края на месеца доставя командващия на флота на конференцията на НАТО в Осло. На 11 ноември, в Хелсингбори, на борда му се качва краля на Швеция Густав VI. Това е последната визита на коронована особа на борда на „Вангард“. На 21 юли 1954 г. линкора се връща в Портсмът и тук, на 24 юли 1954 г., на неговия борд се качва последният негов командир – кептън Р.Дж. Теруит.
Срока на активната служба на „Вангард“ завършва. Британската империя се намира в дълбока икономическа криза и издържането на многобройните кораби за нея е непосилно бреме. На 15 септември 1954 г., в Портсмът, на „Вангард“ е спуснат флага на командващия флота и на 25 септември линкора, за последен път, осъществява самостоятелен преход до Девънпорт. Там той влиза за достатъчно скъпоструващо преоборудване на стойност от 220 000 фунта стерлинги, при това по-голямата част от екипажа напуска кораба.
Със завършването на ремонтните работи, на 5 март 1956 г., „Вангард“ е преведен в състава на Резервния флот. На неги издига флага си командващия резервния флот вицеадмирал Р. Дж. Онслоу. Постепенно от линкора са свалени многостволните, а след това и едностволните „бофорси“ и част от радиолокационното оборудване. Престоявайки три години при стената, на 1 ноември 1959 г., той предава флагманското звание на крайцера „Шефилд“. Линкора е изключен от списъците на флота и на 7 юни 1960 г. „Вангард“ спуска своя флаг. Скоро линкора е продаден за скрап на шотландската фирма BISCO („British Iron & Steel Corporation“) за 560 хил. фунта. Към края на 1962 г. последната секция на кораба – отсеци от двойното дъно, е окончателно разкомплектована за метал.
Линкорът „Вангард“ е 12-ия кораб, носещ това име. След него то преминава към спусната на вода на 4 март 1992 г. атомна подводница, въоръжена с балистични ракети „Трайдънт“.

## Оценка на проекта
Компромисността на проекта на новия британски линкор преди всичко се проявява във въоръжаването му с 381-мм оръдия. Тяхната бронепробиваемост макак и да е на нивото на 406-мм оръдия на „Нелсън“, значително отстъпва не само на 406-мм оръдия на американските и японските линкори, но и на 380-381-мм оръдия на европейските линкори от времето на Втората световна война. Макар надеждността и точността на стрелбата частично да компенсират това обстоятелство.
| ЗСМ на „Вангард“ под огъня на чуждестранните линкори | ЗСМ на „Вангард“ под огъня на чуждестранните линкори | ЗСМ на „Вангард“ под огъня на чуждестранните линкори      | ЗСМ на „Вангард“ под огъня на чуждестранните линкори      |
| Кораб                                                | Оръдие                                               | Дистанция кбт, при ъгъл на среща на снаряда с бронята 90° | Дистанция кбт, при ъгъл на среща на снаряда с бронята 90° |
| Кораб                                                | Оръдие                                               | ЕУ                                                        | Погреби                                                   |
| ---------------------------------------------------- | ---------------------------------------------------- | --------------------------------------------------------- | --------------------------------------------------------- |
| „Бисмарк“                                            | 380-мм                                               | 97 – 101                                                  | 94 – 157                                                  |
| „Ришельо“                                            | 381-мм                                               | няма                                                      | 124 – 147                                                 |
| „Литорио“                                            | 381-мм                                               | няма                                                      | 142 – 154                                                 |
| „Вашингтон“                                          | 406-мм/45 Mk.6                                       | няма                                                      | 101 – 104                                                 |
| „Айова“                                              | 406-мм/50 Mk.7                                       | няма                                                      | няма                                                      |
| „Ямато“                                              | 460-мм                                               | няма                                                      | няма                                                      |

Наклоненият пояс на италианския „Литорио“ и френския „Ришельо“ осигурява по-добра хоризонтална защита. С оглед на скоса защитеността на жизненно важните части на „Бисмарк“ също е по-висока. Обаче главният брониран пояс на „Вангард“, макар и да е малко консервативна конструкция, има по-голяма височина и осигурява нелоша защита от снарядите и голям запас плаваемост. С хоризонталната му защита нещата са по-зле. Ако сумарната дебелина на бронята от 7,5 дюйма (190 мм) в района на погребите е сравнима с най-добрите чуждестранни кораби, то дебелината на палубата в района на енергетичната установка е явно недостатъчна. Всичко, на което англичаните трябва да разчитат, в случай на попадение на бомба или снаряд, е че благодарение на доброто разделяне на отсеци, падането на скорост няма на надвиши 3 – 5 възела. Не е удивително, че според разчетните зони на свободно маневриране в дуелна ситуация „Вангард“ изглежда най-зле сред всички линкори от последно поколение. Наистина, благодарение на високото качество на британската броня разчетните зони на свободно маневриране трябва да се коригират с 15 – 20 кабелтови.
| ЗСМ чуждестранните линкори под огъня на 381-мм оръдия на линкора „Вангард“ | ЗСМ чуждестранните линкори под огъня на 381-мм оръдия на линкора „Вангард“ | ЗСМ чуждестранните линкори под огъня на 381-мм оръдия на линкора „Вангард“ |
| кораб                                                                      | ЗСМ, кбт                                                                   |                                                                            |
| -------------------------------------------------------------------------- | -------------------------------------------------------------------------- | -------------------------------------------------------------------------- |
| „Бисмарк“                                                                  | 73 – 118                                                                   |                                                                            |
| „Ришельо“                                                                  | от 68                                                                      |                                                                            |
| „Литорио“                                                                  | от 90                                                                      |                                                                            |
| „Вашингтон“                                                                | от 89 до 135                                                               |                                                                            |
| „Айова“                                                                    | от 86 до 134                                                               |                                                                            |
| „Ямато“                                                                    | от 75                                                                      |                                                                            |

Важно е да се отбележи и това обстоятелство, че табличните данни не винаги позволяват да се предскаже резултата от реалния бой. Независимо от прекрасните балистични характеристики на италианските 381-мм оръдия на хартия, то те не успяват да постигнат нито едно попадение в британските кораби в боевете в Средиземно море. Главният пояс със скос на „Бисмарк“, най-верочтно не е бил пробит в неговия последен бой, даже при стрелба от дистанция 3 – 4 мили (5,5 – 4 км). Обаче това не е пречка за британските линкори да извадят немският кораб от строя, без да получат в отговор нито едно попадение. В тези сражения на преден план излизат надеждността във функционирането на системите на въоръжението в различните условия. И „Вангард“ с неговите надеждни оръдия и по-голямата площа на противоосколъчна защита на мостиците и приборите за управление напълно може добре да се прояви във възможните боеве с немския „Тирпиц“ или италианския „Виторио Венето“.
На Тихоокеанския театър, в сравнение с линкорите на другите страни, последният британски линкор би изглеждал откровено слабо. Той отстъпва по огнева мощ не само на „Айова“ и „Саут Дакота“, но и на „Вашингтон“. Още повече е по-слаб в сравнение с японските гиганти „Ямато“ и „Мусаши“. Въпреки това, опита от войната в Тихия океан показва, че чистия дуел между линкори е маловероятен. В тези условия „Вангард“, с неговите многочислени радари и зенитна артилерия, добра защитеност по краищата и надстройките прекрасно ще изпълнява ролята на център на „бойната устойчивост“ на авионосно-артилерийско съединение.
Най-слабото място на английския линкор е конструктивната подводна защита. Такъв важен показател като дълбочината на ПТЗ при „Вангард“ е най-лошият сред аналозите. Макар и тя да е подобрена в сравнение с типа „Кинг Джордж“, закономерната е общата оценка на тази защита като посредствена. Спорен момент се явява и слабото брониране на бойната рубка. Макар попадeние в рубката и да се счита за малковероятно, обаче такова попадeние в „Принс оф Уелс“ в Датския пролив показва, че това е възможно.
По скорост на хода „Вангард“ отстъпва само на американската „Айова“. А по мореходни качества той е възможно най-добрият линкор в света. Така например, на съвместните с флота на САЩ учения през септември 1953 г. вълните при „Вангард“ не достигат по-далеч от вълномолома на бака. В същото време, на американския „Айова“ те се разхождат по цялата палуба. При това крена на „Айова“ достига 26°, а при „Вангард“ е само 15°. Водоизместимостта от 45 000 тона е възможно, разбира се, да се използва по-рационално. За сметка на преход към по-високи параметри на парата и по-мощни оръдия. Но липсата на време просто не дава на това да се осъществи. Въпреки всичко, според комплексните си характеристики „Вангард“ се счита за най-добрия британски линкор. Според мнението на британския историк Робъртс, неговата защита е добра, силовата установка надеждна, скоростта достатъчно висока, а въоръжението и мореходните качества са превъзходни. Такова съчетание на характеристиките, според него, няма нито един линкор. Макар британските корабостроители и да успяват да изпълнят поставената пред тях задача да успеят да пуснат новия линкор в строй преди края на световната война, британският флот получата единица с висока боеспособност. При това цената на построяването му от 11,53 милиона фунта стерлинги се оказва по-ниска, отколкотот при по-слабия „Кинг Джордж“. Въпреки това, дните на линкорите са преброени и в послевоенния флот на Великобритания няма място за „Вангард“. Без да служи и 10 години, той е изваден в резерва и след това пуснат за скрап.
| Сравнителни ТТХ на линкорите постройка 1930—1940-те г.   |                      |                 |                             |                                                          |                            |                                 |                                 |                                 |
| характеристики                                           | „Кинг Джордж V“      | „Лайън“         | „Вангард“                   | „Саут Дакота“                                            | „Айова“                    | „Бисмарк“                       | „Литорио“                       | „Ришельо“                       |
| Страна                                                   |                      |                 |                             |                                                          |                            | Германска империя (1933 – 1945) |                                 |                                 |
| Водоизместимост, стандартна/пълна, т                     | 37 316/42 751        | 41 200/ ?       | 45 214/52 245               | 37 970/44 519                                            | 48 425/57 540              | 41 700/50 900                   | 40 724/45 236                   | 37 832/44 708                   |
| Артилерия на главния калибър                             | 2×4, 1×2 – 356-мм/45 | 3×3 – 406-мм/45 | 4×2 – 381-мм/42             | 3×3 – 406-мм/45                                          | 3×3 – 406-мм/50            | 4×2 – 380-мм/47                 | 3×3 – 381-мм/50                 | 2×4 – 380-мм/45                 |
| Спомагателна артилерия                                   | 8×2 – 133-мм/50      | 8×2 – 133-мм/50 | 8×2 – 133-мм/50             | На първия 8×2 – 127-мм/38 на останалите 10×2 – 127-мм/38 | 10×2 – 127-мм/38           | 6×2 – 150-мм/55 8×2 – 105-мм/65 | 4×3 – 152-мм/55 12×1 – 90-мм/50 | 3×3 – 152-мм/55 6×2 – 100-мм/45 |
| Зенитна артилерия по проекту                             | 4×8 – 40-мм/40       | 6×8 – 40-мм/40  | 10×6 + 1×2 + 11×1— 40-мм/56 | 3×4 – 28-мм                                              | 15×4 – 40-мм, 60×1 – 20-мм | 8×2 – 37-мм 12×1 – 20-мм        | 8×2 и 4×1 – 37-мм 8×2 – 20-мм   | 4×2 – 37-мм 4×4 и 2×2 – 13,2-мм |
| Главен брониран пояс, мм/наклон, градуса                 | 356 – 381            | 381             | 343 – 356                   | 310/19°                                                  | 307/19°                    | 320                             | (70 + 280)/8°                   | 330/15,14°                      |
| Брониране на палубите, мм                                | 127…152              | 152…203         | 127…152                     | 37 + 127…135                                             | 38 + 121…147               | 50…80 + 80…95                   | 45 + 90…162                     | 150…170 + 40                    |
| Брониране на кулите на главния калибър, чело/покрив, мм. | 324 / 149            | 381 / 203       | 324 / 149                   | 457 / 184                                                | 457 / 184                  | 360 / 180                       | 380 / 200                       | 430 / 170                       |
| Брониране на бойната рубка, стени/покрив, мм             | 76…102/38            | 76…114/51       | 64…76/38                    | 406/184                                                  | 444/184                    | 350 / 220                       | 250 / 120                       | 340 / 170                       |
| Дълбочина на ПТЗ на дълбочина 1/2 газене                 | 3,96                 | ?               | 4,57                        | 5,45                                                     | 5,45                       | 5,5                             | 7,57                            | 7                               |
| Сумарна дебелина на преградите на КПЗ, мм                | 57 DS (ПТП 44,5 DS)  | ПТП 44,5 DS     | 63 DS (ПТП 38 DS)           | 150 STS, HTS                                             | 150 STS, HTS               | 53 Ww                           | 71 ER                           | 77                              |
| Енергетична установка, к.с.                              | 110 000              | 130 000         | 130 000                     | 130 000                                                  | 210 000                    | 138 000                         | 130 000                         | 150 000                         |
| Максимална скорост, възела                               | 28                   | 30              | 30,5                        | 27,5                                                     | 32,5                       | 29                              | 30                              | 31,5                            |

## Коментари
1. ↑  Това са линкорите от типа „Лайън“, но към момента на съставяне на меморандума, през март 1939 г., окончателното решение за тях все още не е прието.
2. ↑  „Бисмарк“, „Тирпиц“ и три от „типа H“
3. ↑  „Худ“, „Рипалс“ и „Ринаун“
4. ↑  Британците предполагат, че това ще бъдат линкори с 406-мм оръдия. Всъщност „Ямато“ и „Мусаши“ са въоръжени с 460-мм оръдия
5. ↑  Три линкора от типа „Куин Елизабет“ преминали модернизация
6. ↑  Линкори от типа „Куин Елизабет“ не преминали модернизация
7. ↑  немски снаряд
8. ↑  14 възела при чисто дъно. След половин година служба в умерените ширини тази скорост пада до 13 възела и до 11,5 в тропиците.
9. ↑  Ди Джилиан счита, че цифрата е 18 изстрела в минута при Дулин и Харцке за установка. Т.е. за едно оръдие – 9 изстрела в минута. Обосновабо е с това, че Кемпбъл дава теоретичният цикъл на стрелба за оръдие от 5 – 6 сек, т.е. 10 – 12 изстрела в минута. Автомата за зареждане позволява да се доведе практическата скорострелност до теоретичната, но не се разбира как е възможно тя да се превиши
10. ↑  В източника погрешно се указва наличието на два двустволни автомата. Но то никога не надвишава една установка, за това в таблицата е показано наличието само на една.
11. ↑  Оръдие на шведската фирма „Бофорс“, произвеждано по лиценз
12. ↑  Оръдие на швейцарската фирма „Ерликон“, произвеждано по лиценз
13. ↑  Всички данни са проектни.
14. ↑  В хода на военните действия леката зенитна артилерия на всички линкори е чувствително усилена.